# Volverás (película)
Volverás es una película española de 2002, dirigida por Antonio Chavarrías y protagonizada por Tristán Ulloa, Unax Ugalde, Elizabeth Cervantes y la debutante Joana Rañé. Basada en la novela Un enano español se suicida en Las Vegas, de Francisco Casavella, se filmó cronológicamente en Barcelona y cámara en mano para no coartar el trabajo de los actores. La banda sonora fue compuesta por Javier Navarrete.
Estuvo nominada a los premios Goya de 2002, en la categoría de «Mejor guion adaptado». 

## Argumento
Hace más de seis años que Ignacio (Unax Ugalde) no ve a Carlos (Tristán Ulloa), su hermano, pero una noche se encuentran casualmente. Carlos tiene serios problemas, es jugador, debe mucho dinero y su novia Marta (Elizabeth Cervantes) le ha echado de casa. Aunque a Carlos parece que nada le importa, Ignacio se ofrece a ayudarle. No obstante sólo faltan cinco días para que se marche a Los Ángeles (Estados Unidos) a terminar su carrera de Arquitectura, tiempo a lo largo del cual Ignacio irá adentrándose en el mundo sin límites y  lleno de riesgos y desafíos de Carlos.